# HC Salzburg
Der HC Salzburg war ein Eishockeyverein aus Salzburg.

## Geschichte
Der HC Salzburg entstand im Herbst 1967 aus der Fusion des Salzburger EV und des ASV. Dieser nahm mindestens ab der Saison 1968/69 am Spielbetrieb teil, als die Mannschaft an der zweithöchsten Liga in Österreich teilnahm und sich für die Relegation zur Eishockey-Bundesliga qualifizierte. Nach der Saison 1971/72 gelang der sportliche Aufstieg in die Österreichische Eishockey-Liga, an der der HC Salzburg bis zur Saison 1981/82 teilnahm. 1982 ging der Verein Konkurs.
Für die Fortsetzung des Spielbetriebs wurde der Salzburger EC gegründet.

## Bekannte ehemalige Spieler
- Ron Lalonde
- Brian Stankiewicz
- Bernard Hutz
- Rick Cunningham
- Edward Lebler
- Roger Lamoureux
- Adelbert St. John
- Ronald Roberts